# Streetnoise
Streetnoise è un album del 1969 di Julie Driscoll, Brian Auger ed i Trinity, originariamente realizzato come un doppio LP.
Include diverse cover di brani celebri quali: Light My Fire dei The Doors, Take Me To The Water di Nina Simone, Save The Country di Laura Nyro, All Blues di Miles Davis, Indian Rope Man di Richie Havens e Let The Sunshine In dal musical Hair.
Le qualità vocali di Julie Driscoll le permettono di coprire facilmente tutta la gamma dei generi musicali; grazie alla sua voce fortemente emozionale ed all'intensità dell'organo Hammond di Brian Auger, l'album conquistò immediatamente l'attenzione del pubblico e della critica.

## Tracce
LP Lato 1
1. Tropic Of Capricorn (Brian Auger) 5:30
2. Czechoslovakia (Julie Driscoll) 6:45
3. Take Me To The Water (Nina Simone) 4:00
4. A Word About Color (Julie Driscoll) 1:35
LP Lato 2
5. Light My Fire (John Densmore/Robby Krieger/Ray Manzarek/Jim Morrison)  4:30
6. Indian Rope Man (Richie Havens/Price/Roth) 3:00
7. When I Was Young (Traditional Arr. by Julie Driscoll) 8:00
8. The Flesh Failures (Let the Sunshine In) (Rado/Ragni/McDermot) 3:05
LP Lato 3
9. Ellis Island (Brian Auger) 4:10
10. In Search Of The Sun (Dave Ambrose) 4:25
11. Finally Found You Out (Brian Auger) 4:15
12. Looking in the Eye of the World (Brian Auger) 5:05
LP Lato 4
13. Vauxhall To Lambeth Bridge (Julie Driscoll) 6:20
14. All Blues (Miles Davis/Oscar Brown) 5:40
15. I've Got Life (Rado/Ragni/McDermot) 4:30
16. Save the Country (Laura Nyro) 4:00

## Formazione
- Brian "Auge" Auger: organo, piano, piano electrico, voce
- Julie "Jools" Driscoll: voce, chitarra acustica
- Clive "Toli" Thacker: batteria, percussioni
- David "Lobs" Ambrose: basso a 4 e 6 corde, voce e chitarra acustica